# شهيندخت مولاوردي
شهيندخت مولاوردي (من مواليد 23 أكتبر 1965) هي سياسية إيرانية، باحثة في شؤون المرأة، حقوقية وناشطة إصلاحية.

## نشاطاتها السياسية والإجتماعية
تشغل منصب نائبة رئيس الجمهورية في شؤون المرأة والأسرة في حكومة الرئيس روحاني منذ 8 أکتبر 2013. وهي أيضاً الأمينة العامّة لجمعية صيانة حقوق المرأة، ومسؤولة عن الجنة القانونية للائتلاف الإسلامي للمرأة. ولها في منطقة «شهرک غرب» بطهران مکتب لتسجيل الوثائق والسندات.